# Nina Kleivan
Nina Maria Kleivan (født 22. marts 1960 i Oslo) er en norsk-dansk billedkunstner. 
Kleivan blev uddannet fra Det Kongelige Danske Kunstakademi i 1988 og var elev hos Stig Brøgger og Hein Heinsen. Hun tog desuden en bifagseksamen i kunsthistorie fra Københavns Universitet i 1983.
Hendes malerier er karakteriseret ved kombinationen af figurative og abstrakte elementer, men siden 1990'erne har Nina Kleivan også arbejdet med fotografi og installationer. 
Siden debuten på Kunstnernes Efterårsudstilling i 1983 har hun udstillet flere gange årligt både i Danmark og i udlandet. Hun har desuden lavet udsmykninger til Københavns Universitet Amager (1990), Dansk Arbejdsgiverforening (1992), altertavle til Bavnehøj Kirke (1994) samt altertavle til Blegdamsvejens Fængsel (1997). I 2010 udkom bogen Enigma, der dokumenterer kunstnerens produktion, med tekst af Peter Michael Hornung og Jacob Wamberg .
Nina Klevian er medlem af Kunstnersamfundet.